# Сыздык-султан
Сыздык-султан (каз. Сұлтан Сыздық Кенесарыұлы; 1837—1910) — чингизид, государственный деятель, султан Казахского ханства, сын последнего Казахского хана Кенесары Касымова, хаким Терискея в Кокандском ханстве, пансат баши в Кокандском войске, эмир-аскер (военачальник) Кокандского ханства.
В историографии также упоминается как Садык султан.

## Биография

### Детство
Родился от второй жены Кенесары Касымова Жаныл ханым.
В год смерти отца (1847) Сыздыку было десять лет от роду. Он  и два его единоутробных брата росли, мужали, обучались военному делу и постигали грамоту, живя среди коныратских родов в окрестностях Туркестана и Сузака, около гор Каратау а также в низовьях реки Шу. Эти земли находились тогда под властью Кокандского ханства.

## Служба в Кокандском ханстве

### Узунагачская битва
Под условием освобождения от налогов семья вдовы Кенесары Касымова подчинилась Кокандскому ханству. Сыздык, получив образование у местного муллы, после совершеннолетия поступил на службу в кокандскую армию. Ему и его двум братьям Тайшык и Ахмету были даны звания пансат баши (командир 500 человек).
В 1860 году в Южно-Казахстанский край из Верного впервые попытались прорваться российские войска. Ставшие к тому времени уже султанами Сыздык вместе со своим старшим братом Тайшыком и младшим Ахметом, числясь в рядах ханской армии, были мобилизованы на войну для битвы при Узунагаче.
Когда в сражении под укреплением Кастек 700 человек подполковника Колпаковского сумели отбить атакующие силы и обратить в бегство войска кокандского военачальника Канагатшаха парванши, небольшой казахский отряд, возглавляемый Тайшыком, Сыздыком и Ахметом, своим очень рискованным отвлекающим манёвром позволил кокандцам безопасно уйти от преследования.
После нескольких подобных поражений в составе кокандской армии братья задумались о будущем своём и своих подданных. Тайшык и Ахмет решили, что у Коканда уже нет никаких перспектив, и они будут далее «служить сильной России, если это удастся, в противном случае будем пользоваться спокойствием в подданстве у неё».
Сыздык же выбрал иной путь: «Если русские возьмут Коканд, я перейду в Бухару; если возьмут Бухару — в другое государство… Но я не оставлю пути моего отца».

Таким образом, спустя короткое время братья оказались на противоположных сторонах фронта. Тайшык и Ахмет служили Российской Империи, вместе с ними в царское подданство перешли тысячи приближённых им казахских семей, и даже успели повоевать под флагом нового отечества. За заслуги при взятии Жана-Кургана им присвоили звания зауряд-хорунжих. Ахмет дослужился до высоких чинов, с 1867 года в течение почти двадцати лет работал младшим помощником начальника Чимкентского уезда.

### Военные действия за крепость Туркестан
Самого Сыздыка в 1864 году, когда ему исполнилось 27 лет, кокандский хан Мухаммед Султан-Сеид-хан назначает хакимом (главой) всего Терискея (ныне Сузакский район). В том же году, узнав об осаде Туркестана войсками полковника Верёвкина, султан Сыздык выступает из Сузака со своим небольшим, но достаточно боеспособным отрядом, переваливает Каратауские горы по Суюндукскому ущелью и приходит на помощь туркестанцам.
Ночью он устраивал вылазки за крепостную стену мавзолея Яссави, мешал траншейным работам оренбургского отряда Верёвкина.
7 июня, на третий день появления в Туркестане, султан Сыздык сказал туркестанскому хакиму мурзе Даулету «выдерживая пассивную атаку мы не сможем победить неприятеля. Сделаем ночью общую вылазку» на это мурза Даулет возразил «Мои сарты не выйдут за стену, если вы сами сделаете вылазку, то я против ничего не имею».
Главный туркестанский аксакал Джанти Утебов предупредил полковника Верёвкина через лазутчиков, что в эту ночь Сыздык торе собирается сделать вылазку. Получив такое известие, русские приготовили пушки и ружья и стали ожидать Сыздык торе. В полночь султан Сыздык с сыном Касым ходжи Курбанжаном магзумом с двумя сотнями вышли из города и увидев, что замечены часовыми, тем не менее продолжили вылазку и быстро повели в атаку свои сотни. Русские дали им возможность подойти очень близко и тогда дали залп из пушек и ружей. Атакующие не остановились и вступили в рукопашный бой на саблях, перешли через ров, окружающий пушки, но были отброшены назад солдатами. Бой продолжался целый час, неизвестно, сколько пало русских солдат; из атаковавших пали за веру Курбанжан магзум и сорок его джигитов, пятьдесят было ранено. Обе стороны отступили на свои позиции.
Пять дней спустя аксакал Джанти рано утром сам отворил ворота русским и впустил их в Туркестан. После этого султан вместе с туркестанским хакимом мурзой Даулетом удалился в Чимкент.
Таким образом 12 июня город пал под натиском вооружённого отряда из 1200 человек. После падения Туркестана отряд Сыздыка начинает вести партизанскую войну. Возле Шардары, в столкновении с казачьей сотней, в Сыздыка в упор три раза подряд стреляет из револьвера офицер Иванин, но промахивается и гибнет от сабли Сыздыка.
Отряд Сыздыка участвовал в кровавой битве у селения Ак-булак (недалеко от станции Бадам, ЮКО), где султан в течение целого часа под кинжальным огнём противника с пробитым как решето знаменем в руках пытался поднять в атаку застывших от страха кокандцев.
Его разведгруппа устроила бой возле мельницы Коштегермен накануне штурма Шымкента, также отряд Сыздыка участвовал в успешной обороне Шымкента во время первого похода Черняева. Полковник Черняев возьмёт город лишь спустя три месяца 20 июля 1864 года, но Сыздык незадолго до этого получит новое назначение и будет уже в Ташкенте.
В декабре 1864 года десятитысячное войско Кокандского ханства, возглавляемое регентом Кокандского ханства муллой Алимкулом, вышло из Ташкента с целью неожиданного захвата Туркестана и прошло путь от Сары-Агаша через Шилик до селения Икан. Здесь оно случайно столкнулось с отрядом уральских казаков во главе с есаулом Серовым численностью 115 человек. Казаки мгновенно были окружены и в течение двух дней в открытой степи держали круговую оборону. Случайная встреча задержала продвижение кокандского войска на трое суток.
Посланная из Туркестана им на выручку стрелковая рота под командованием поручика Сукорко пробиться не смогла, им помешал отряд султана Сыздыка Кенесарыулы. Небольшой кавалерийский отряд Сыздыка блокировал роту Сукорко со стороны Туркестана и почти двое суток крутил вокруг города, давая время основным кокандским силам для преодоления сопротивления казаков, но сломить отряд Серова они не смогли. Тогда казаки Серова на третьи сутки своими силами разорвали кольцо и пробились к роте Сукорко.

### Оборона Ташкента
9 мая 1865 года, во главе лучших войск ханства Алимкул контратаковал войска генерала Черняева, наступавшие на Ташкент возле реки Салар (ныне в черте города), но после двухчасового боя был разбит наголову. Как выяснилось впоследствии, был смертельно ранен сам регент-аталык Кокандского ханства мулла Алимкул. Вскоре он умирает; после неожиданной гибели Алимкула на ближних подступах к Ташкенту Сыздык начинает самовольно брать на себя лично руководство обороной города.
После этого созванный на совещание народ Ташкента, мулла Салибек ахун — главный казий (кази келян), Хаким-ходжа и другие начальники и влиятельные лица, возвели Султана Сыздыка в звание эмир-аскера (главнокомандующего) вместо муллы Алимкула, поручив ему Кокандское ханство и казну.
Смерть Алимкула дала начало интригам за власть на троне, против султана Сыздыка замышляется убийство. Инициаторов заговора страшит, что в случае победы Сыздык может потребовать ханский престол, на основаниях своего происхождения от Чингисхана.
Султан Сыздык, едва избежав убийства при заговоре, уходит к бухарскому эмиру.
Тем временем Черняев после 42-дневной осады решил пойти на штурм Ташкента, 17 июня город капитулировал. На момент штурма города силами защитников руководил уже некий Искандербек, посланный бухарским эмиром.

## Служба в Бухарском эмирате
По поручению бухарского эмира Сеид-Мозаффар-Эддин-хана Сыздык султан со своим отрядом производил набеги в районе Казалинска.
Тем временем российские войска под руководством Романовского нанесли поражение бухарскому эмиру в Битве под Ирджаром на берегу Сырдарьи, после русские войска с ходу захватили Джизак и Самарканд. В битве на Зерабулакских высотах эмир был разгромлен окончательно. Вернувшийся накануне из дальнего рейда отряд Сыздыка «ночевал близ места сражения, а на другой день двинулся и вошёл в Бухару», которая уже успела заключить унизительный для себя мирный договор от 23 июня 1868 года с Россией.
Эмир Бухары по требованию России должен был прекратить вылазки диверсионных отрядов, действовавших в тылу российских владений в Центральной Азии, а в качестве доказательства своей лояльности воли эмира Сыздык султан вынужден был оставить свою семью в Бухаре в качестве заложников.
Тем временем султан Сыздык не намеревался останавливаться и продолжает сражаться сначала на стороне Хивинского ханства, затем, после падения Ургенча, воюет рядом с туркменским сардаром Мухаммедниязом.
В середине семидесятых годов XIX века он уже числился на службе у правителя Герата, который платит ему из казны жалованье «по 900 таньга каждый месяц».
Из Афганистана Сыздык через Балх и Бадахшан ушёл в Кашгар, где участвовал в междоусобицах наследников правителя Восточного Туркестана Якупбека, здесь же впервые принял бой против уже начинавших свою экспансию в Кашгар китайских войск.
В одну из баталий он получил очередное ранение, в этот раз в руку, но все же сумел повести своих джигитов в последнюю атаку. Китайцы отступили.
После пятнадцати лет беспрерывных сражений, лишений, ранений и разочарований, признав, что борьба практически полностью проиграна, Сыздык принимает решение вернуться на родину.
Из Ферганской долины, куда прибыл со своими джигитами, он шлёт генерал-губернатору Кауфману весточку:

«Если по пословице — повинную голову меч не сечет — простят мою вину, то я поселюсь там и буду жить со своим братом Ахметом…»
Кауфман выслал к Сыздыку доктора, который в семь месяцев вылечил раненую руку. По выздоровлении султана вызвали в Ташкент, зачитали царское повеление: «Мы тебя прощаем. Живи в наших владениях, где пожелаешь».
Султан Сыздык поселился возле Шымкента у своего младшего брата Ахмета. Ему был выдан земельный надел, назначена пенсия. По личному поручению Кауфмана бухарский эмир вернул его семью.

## Служба в Хивинском ханстве
Весной 1869 года Сыздык возглавил военную экспедицию хивинских войск в казахский Младший жуз, собиравшиеся помочь восставшим в Уральской и Тургайской областях казахам. Однако после переговоров с туркестанским генерал-губернатором Кауфманом хивинцы покинули территорию Младшего жуза.